# Bonito Oriental (ort)
Bonito Oriental är en ort i Honduras.   Den ligger i departementet Departamento de Colón, i den nordöstra delen av landet, 240 km nordost om huvudstaden Tegucigalpa. Bonito Oriental ligger 32 meter över havet och antalet invånare är 3 732.
Terrängen runt Bonito Oriental är platt åt nordost, men åt sydväst är den kuperad. Runt Bonito Oriental är det ganska glesbefolkat, med 24 invånare per kvadratkilometer. Bonito Oriental är det största samhället i trakten. 